# Betis Sevilla (Frauenfußball)
Die Frauenfußballabteilung von Real Betis Balompié wurde im Jahr 2011 gegründet.

## Geschichte
Die Ursprünge der Frauenfußballabteilung von Betis Sevilla liegen im 2009 gegründeten Verein Azahar Club de Fútbol. Im Jahr 2011 unterzeichnete dieser ein Abkommen mit Betis Sevilla, wonach die erste Mannschaft sowie die U-16 die Saison 2011/12 bereits als Betis Sevilla spielten. In jener Saison gelang dem A-Kader der Aufstieg in die zweite Spielklasse. Ab 2012 trennten sich Betis Sevilla und Azahar CF zwar, Betis behielt jedoch seine Frauenfußballabteilung. In den folgenden Jahren festigte sich die erste Mannschaft in der zweiten Division und bestritt 2014/15 das Playoff um den Aufstieg in die Primera División, scheiterte dort zunächst jedoch im Endspiel um den Aufstieg an UD Granadilla Tenerife. In der Saison 2015/16 beendete das Team die Gruppenphase auf dem ersten Platz und setzte sich nun im Play-off jeweils gegen EDF Logroño und CD Femarguín durch um den Aufstieg in die höchste Spielklasse zu erreichen.
Die erste Saison in der Primera División beendete Betis Sevilla auf dem elften Tabellenplatz. Die besten Resultate erreichte der Klub in den Spielzeiten 2017/18 und 2018/19, als jeweils der sechste Platz erreicht wurde. Im spanischen Pokal schied die Mannschaft 2018 und 2020 im Viertelfinale aus.

## Erfolge
| Andalusischer Pokal | (2×): | 2020, 2024 |

## Bekannte Spielerinnen
- Oriana Altuve
- Priscila Borja
- Merel van Dongen
- Méline Gérard
- Jenna McCormick
- Ángela Sosa
- Marianela Szymanowski
- Mari Paz Vilas